# Начин на учленение на съгласните
Начинът на учленѐние (на артикулация) на съгласните звукове описва начина, по който взаимодействат езикът, устните, челюстта и останалите органи, участващи в образуване на звукове. За всяко място на учленение са възможни няколко начина за неговото осъществяване.
Едно от измеренията на тези начини е стриктурата, определяща разстоянието между учленителните органи при създаване на съгласния звук. Други измерения обхващат едноударните и трептящите съгласни, както и шушкавите проходни съгласни.

## Стриктура
Съгласните звукове, съобразно своята стриктура, могат да бъдат обособени като преградни (с т.нар. оклузия, означаваща препятстване на въздушния поток), проходни (с частично препятстване и следователно силно завихряне на въздушния поток) и приблизителни (със съвсем леко завихряне на въздушния поток). Преградно-проходните (африкатните) съгласни притежават качествата както на преградните, така и на проходните съгласни, но от фонетично гледище представляват последователност от преградна плюс проходна съгласна.
С намаляване на стриктурата (тоест с увеличаване на разстоянието между учленителните органи) звуковете претърпяват процеса на лениция (смекчаване/отслабване на съгласната и приближаването ѝ до гласен звук). Пример за това е леницията на „т“ ([t] → [ts] → [s]).
Обратният процес (увеличаване на стриктурата, т.е. приближаване на учленителните органи) е известен като фортиция, което опосредства затвърдяването на съгласните звукове. Пример за фортиция представлява затвърдяването на [v] в [b].

### Други характеристики
Шипящите се разграничават от останалите проходни съгласни посредством заеманата от езика форма и насочването на въздушния поток около зъбите. Проходните съгласни на предноезични места на учленение могат да бъдат шипящи или не-шипящи.
Едноударните наподобяват свръхкратки преградни съгласни, но тяхното учленение е дотолкова различно, че да ги обособява като различен прийом за учленение.
Трептящите включват вибрирането на поне един от гласовите органи, а тъй като трептенето и структурата са различни измерения, то двете могат да се съчетаят. Увеличаването на структурата на типична трептяща съгласна образува трептящи проходни съгласни. Съществуват и трептящи африкатни.
Носовият въздухопоток може да въздейства като отделно измерение. Най-често се открива у носовите преградни съгласни и носовите гласни. Когато даден звук не е носов, той се нарича „устнен“. Устнените преградни съгласни са известни просто като преградни.
Страничните съгласни олицетворяват изпускането на въздухопотока покрай едната страна на езика. Съчетано с други начини за учленение, това води до образуването на странични приблизителни съгласни, странични едноударни и странични проходни и преградно-проходни (африкатни).

## Класификация
- Преградните съгласни са тези, при чието образуване е налице пълна оклузия (препятстване) на въздушните пътища както от устната кухина, така и от носа. Примери за това са беззвучните [п, т, к] или техните звучни съответствия [б, д, г].

- Носовите съгласни са тези, при които имаме пълна оклузия на устната кухина, като вместо това въздухът преминава през носа [м, н]. Формата и позицията на езика определят присъщия звук на съгласната.

- Проходните съгласни са тези, при които има постоянен турбулентен въздухопоток на мястото на учленение. Към тази категория спадат беззвучните [ф, с], звучните [в, з] и др. Повечето езици притежават проходни съгласни, но са налице изключения като австралийските местни езици, които са напълно лишени от всякакви проходни съгласни звукове.

- Шипящите съгласни са разновидност на проходните, чийто въздухопоток се насочва към зъбите чрез сгъване на езика, създавайки високочестотни и различими звукове ([s̪ʲ, z̪ʲ, s̠, z̠, ɕ, ʑ, ʒʷ̜] и други).

- Страничните проходни съгласни представляват рядък вид проходни съгласни, при които проходността се осъществява от едната или от двете страни на върха на езика ([ʎ̥˔., ɮ, ɭ˔̊, ʟ̝̊]).

- Африкатните (преградно-проходните) съгласни, започващи като преградни, но веднага след това превръщащи се в проходни, са например [ч, ц, дж, дз] и др.

- Едноударните съгласни са присъщи с внезапното и мигновено затваряне на устната кухина ([ɽ, ɢ̆, ʡ̯] и др.).

- Трептящите съгласни са тези, чийто учленител (обикновено върха на езика) остава неподвижен, а въздухопотокът го кара да трепти ([r]).

- Приблизителните съгласни се обуславят с почти отсъстващото препятстване на въздухопотока ([л, ѝ, w)].

- Полугласните представляват производно на приблизителните съгласни, произнасяни подобно на гласен звук, но поставяйки езика към предното небце, което да предизвика леко завихряне. Те често са съставна част на двугласните (дифтонгите).

- Страничните приблизителни, често наричани просто странични, са приблизителни съгласни звукове, произнесени със страничната част на езика. Заедно с някои трептящи съгласни образуват подразряда на плавните съгласни ([lʲ, ɫ, rʲ] и т.н.).

## Широкообхватен разбор
Начините на учленение посредством значително препятстване на въздухопотока (преградни, проходни, африкатни съгласни) спадат към т.нар. шумови съгласни (обструентни). Последните могат да бъдат както беззвучни, така и звучни.
Способите, при които не е налично подобно препятстване (носови, плавни, приблизителни съгласни и гласни звукове) се наричат сонорни съгласни. Беззвучни сонорни съгласни се срещат рядко.

## Според въздухопотоците
- Белодробните съгласни се способстват от въздушните струи, идващи към или от белите дробове. Те се делят на вдихателни (ингресивни) и издихателни (егресивни), съобразно образуването им при вдишване или издишване. Болшинството от съгласните звукове се учленяват по този начин, затова категорията „белодробна“ не се добавя към наименованието на съгласните, попадащи в този разряд, нито се отбелязва с нарочен знак при транскрибирането чрез МФА.

- Изтласкващи, които представляват гласилково-издихателни съгласни. Въздухопотокът се изтласква нагоре посредством движение на гласилките, които изхвърлят въздуха вместо белите дробове или диафрагмата. Такива могат да бъдат преградните, преградно-проходните и понякога – проходните. Всички те са беззвучни. Тези съгласни звукове се транскрибират във фонетичната азбука, като след буквения символ се прибавя диакритическият знак /ʼ/.

- Имплозивни, известни още като гласилково-вдихателни. При тях гласните струни (гласилки) се придвижват надолу, като белите дробове могат да бъдат включени за придаване на звучност. В някои езици отсъства всякакво постъпване на въздух в устната кухина при образуването на подобни звукове. Имплозивните преградни съгласни се срещат относително често, докато имплозивните африкати, имплозивните проходни съгласни и беззвучните имплозиви са рядкост. Тези съгласни звукове се транскрибират във фонетичната азбука, като към върха на буквата се прибави обърнато надолу камшиче /ɓ ɗ ʄ ɠ ʛ/.

- Щраканията (кликовете) представляват езично-вдихателни съгласни звукове. За тяхното учленение се използва задната част на езика, допряна до задното небце, за създаване на вакуум в устната кухина, принуждавайки въздуха да нахлуе внезапно при разтваряне на зъбите или устните. Щраканията биват устнени или носови, преградни или преградно-проходни (африкатни), средноезични или странични, звучни и беззвучни. Тяхната разпространеност е предимно в Африка. В българската реч щракащ звук е цъкането при изразяване на отрицание или недоумение (ц—ц...).